# 30. julij
30. julij je 211. dan leta (212. v prestopnih letih) v gregorijanskem koledarju. Ostaja še 154 dni.

## Dogodki
- 101 pr. n. št. – rimski konzul Marij premaga germansko pleme Kimbri
- 1419 – na Češkem pride do upora Husovih privržencev proti Vaclavu IV.
- 1729 – ustanovljeno mesto Baltimore v Marylandu
- 1792 – prostovoljni bataljon iz Marseilla prvič zapoje Marsejezo
- 1825 – odkrit otok Malden, ki danes pripada Kiribatom
- 1930 – Urugvaj pred domačim občinstvom postane prvi svetovni prvak v nogometu
- 1941 – ZSSR in poljska vlada vzpostavita diplomatske stike
- 1945 – japonska mornarica potopi ameriško križarko USS Indianapolis, pri tem izgubi življenje 883 mož
- 1956 – »In God We Trust« uradno postane moto ZDA
- 1965 – ameriški predsednik Lyndon Baines Johnson podpiše zakon o socialni varnosti, ki med drugim ustanovi Medicare in Medicaid
- 1966 – Anglija na Wembleyu v prvem finalu nogometnega svetovnega prvenstva z neposrednim televizijskim prenosom s 4:2 premaga ZR Nemčijo
- 1971 –
  - Apollo 15 pristane na Luni
  - nad Morioko (Honšu, Japonska) trčita potniško letalo Boeing 727 in vojaški F-86, življenje izgubi 162 ljudi
- 1974 – Združeno kraljestvo, Grčija in Turčija podpišejo sporazum o premirju na Cipru
- 1980 – Vanuatu postane neodvisna država
- 1995 – Slovenija postane članica Svetovne trgovinske organizacije
- 2003 – s tekočega traku v mehiški tovarni pride še zadnji Volkswagnov hrošč stare generacije

## Rojstva
- 1511 – Giorgio Vasari, italijanski slikar, arhitekt, pisatelj, umetnostni zgodovinar († 1574)
- 1641 – Reinier de Graaf, nizozemski zdravnik († 1673)
- 1818 – Emily Brontë, angleška pisateljica († 1848)
- 1857 – Thorstein Veblen, ameriški ekonomist, sociolog († 1929)
- 1862 – Nikolaj Nikolajevič Judenič, ruski general († 1933)
- 1863 – Henry Ford, ameriški industrialec († 1947)
- 1887 –

- Fran Ilešič, slovenski literarni zgodovinar in profesor († 1941)
- Anton Stres, slovenski učitelj in pisatelj († 1912)

- 1887 – Felix Andries Vening Meinesz, nizozemski geofizik, geodet († 1966)
- 1898 – Henry Spencer Moore, angleški kipar († 1986)
- 1909 – Cyril Northcote Parkinson, britanski zgodovinar, pisatelj († 1993)
- 1914 – Michael Morris - lord Killanin, irski športni novinar, predsednik MOK († 1999)
- 1939 – Peter Bogdanovich, ameriški filmski režiser srbskega rodu († 2022)
- 1941 – Paul Anka, kanadski pevec
- 1943 – Metod Benedik, slovenski teolog in zgodovinar
- 1947 – Arnold Schwarzenegger, avstrijsko-ameriški filmski igralec, politik
- 1958 – Kate Bush, britanska pevka
- 1981 – Nicky Hayden, ameriški motociklistični dirkač († 2017)

## Smrti
- 1233 – Konrad iz Marburga, nemški inkvizitor, križar (* 1195)
- 1285 – Ivan I., saksonski vojvoda (* 1249)
- 1284 – Sturla Thordarson, islandski državnik, pisatelj (* 1214)
- 1286 – Gregorius Bar-Hebraeus, katolikos sirske ortodoksne cerkve (* 1226)
- 1332 – Pagano della Torre, oglejski patriarh
- 1358 – Nikolaj Luksemburški, oglejski patriarh (* 1322)
- 1365 – Lodovico della Torre, oglejski patriarh
- 1393 – Albert V. d'Este, markiz Ferrare (* 1347)
- 1566 – Guillaume Rondelet, francoski naravoslovec, zdravnik (* 1507)
- 1718 – William Penn, angleški kvekerski voditelj, pisatelj (* 1644)
- 1771 – Thomas Gray, angleški pesnik, zgodovinar (* 1716)
- 1840 – Jean-Joseph Jacotot, francoski pedagog (* 1770)
- 1898 – Otto von Bismarck, nemški državnik, kancler (* 1815)
- 1912 – Meidži, japonski cesar (* 1852)
- 1913 – John Milne, angleški geolog, seizmolog (* 1850)
- 1947 – Joseph Cook, avstralski predsednik vlade (* 1860)
- 1952 – Ivan Zorec, slovenski pisatelj (* 1880)
- 1975 – Jimmy Hoffa, ameriški delavski aktivist (* 1913)
- 1976 – Rudolf Bultmann, nemški teolog (* 1884)
- 1978 – Umberto Nobile, italijanski letalec, polarni raziskovalec (* 1885)
- 1981 – Kazuo Taoka, japonski gangster (* 1912)
- 1996 – Claudette Colbert, ameriška filmska igralka francoskega rodu (* 1903)
- 2007 – Ingmar Bergman, švedski gledališki in filmski režiser (* 1918)

## Prazniki in obredi
- Vanuatu – dan neodvisnosti
- mednarodni dan močvirij